# Lorena, Texas
Lorena är en ort i McLennan County i delstaten Texas, USA.